# ريكس لي
ريكس لي (بالإنجليزية: Rex Lee)‏ هو ممثل أمريكي، ولد في 7 يناير 1969 في الولايات المتحدة. بدأ مشواره المهني سنة 1994.

## أعمال

### مسلسلات
- أنتوراج
- شابة وجائعة
- كاسل

## وصلات خارجية
- ريكس لي على موقع IMDb (الإنجليزية)
- ريكس لي على موقع ألو سيني (الفرنسية)
- ريكس لي على موقع تيرنر كلاسيك موفيز (الإنجليزية)
- ريكس لي على موقع أول موفي (الإنجليزية)
- ريكس لي على موقع إن إن دي بي (الإنجليزية)
- ريكس لي على موقع قاعدة بيانات الفيلم (الإنجليزية)
- ريكس لي على موقع كينوبويسك (الروسية)